# Seatruck-P-Klasse
Die Seatruck-P-Klasse ist eine Klasse von vier Ro-Ro-Schiffen der zur Clipper Group gehörenden Reederei Seatruck Ferries.

## Geschichte
Die Schiffsklasse wurde von den Schiffbauarchitekten Knud E. Hansen in Helsingør entworfen. Die Schiffe der Klasse wurden im Januar 2005 bei Astilleros de Huelva bestellt und zwischen 2005 und 2009 gebaut. Zwei Schiffe wurden auf der Werft Astilleros de Huelva, zwei Schiffe auf der Werft Astilleros de Sevilla gebaut.
Die Schiffe werden von Seatruck Ferries in der Irischen See zwischen den Häfen Heysham und Liverpool in Großbritannien und Warrenpoint und Dublin in Irland eingesetzt. Sie ersetzten die beiden 30 Jahre alten Ro-Ro-Schiffe auf der Strecke Heysham–Warrenpoint und kommen auf der Strecke Liverpool–Dublin zum Einsatz, die Seatruck Ferries im September 2007 von Celtic Link übernommen hatte. Durch die Neubauten wurde die Transportkapazität, die auf der Strecke Heysham–Warrenpoint angeboten werden konnte, deutlich erhöht.
Die Seatruck Panorama fährt seit 2020 in Charter der Stena Line. Das Schiff wurde von Stena Line zunächst zwischen Liverpool bzw. Heysham und Belfast und später auf die Route zwischen Cherbourg in Frankreich und Rosslare in Irland verlegt.

## Beschreibung
Der Antrieb der Schiffe erfolgt durch zwei Wärtsilä-Dieselmotoren (Typ: 8L46D) mit jeweils 9.240 kW Leistung. Die Motoren wirken über Untersetzungsgetriebe auf zwei Verstellpropeller. Die Schiffe erreichen eine Geschwindigkeit von 22 kn. Die Schiffe sind mit zwei elektrisch angetriebenen Querstrahlsteueranlagen mit jeweils 1.000 kW Leistung ausgestattet. Für die Stromerzeugung stehen zwei Wellengeneratoren mit jeweils 1.200 kW Leistung, die über je eine Abtriebswelle von den Hauptmaschinen angetrieben werden, sowie drei Dieselgeneratorsätze, die jeweils von einem Wärtsilä-Dieselmotor (Typ: 4L20) mit 645 kW Leistung angetrieben werden, zur Verfügung. Als Notgenerator wurde ein Dieselgeneratorsatz von Volvo-Penta (Typ: D9) verbaut.
Die Schiffe verfügen über drei Ro-Ro-Decks. Insgesamt stehen 1.830 Spurmeter zur Verfügung, davon 310 Meter auf der Tankdecke, 828 Meter auf dem Hauptdeck und 692 Meter auf dem Wetterdeck. Die verfügbare Höhe auf dem Deck auf der Tankdecke beträgt 5,00 Meter, auf dem Hauptdeck 6,80 und auf dem Wetterdeck durch überbaute Bereiche 5,20 Meter. Tankdecke und Hauptdeck können mit 2,5 t/m², das Wetterdeck mit 2,0 5/m² belastet werden. Die Kapazität beträgt 120 Lkw bzw. Trailer.
Auf Haupt- und Wetterdeck können auch Container geladen werden. Das Gesamtgewicht darf 40 t pro 40-Fuß-Containerstapel und 28 t pro 20-Fuß-Containerstapel nicht überschreiten.
Die Be- und Entladung der Schiffe erfolgt über zwei Heckrampen. Die Rampe auf der Backbordseite ist 6,5 Meter breit und 9,5 Meter lang. Sie führt direkt zu einer 6,4 Meter breiten Rampe auf das Wetterdeck. Die Rampe auf der Steuerbordseite ist 12,3 Meter breit und 9,5 Meter lang. Sie führt auf das Hauptdeck. Von hier aus ist über eine 3,5 Meter breite Rampe das unter dem Hauptdeck liegende Ro-Ro-Deck auf der Tankdecke zu erreichen. Die Rampe ist verschließbar, so dass weiterer Platz für zu ladende Fahrzeuge entsteht.
Oberhalb des Wetterdecks befindet sich im vorderen Bereich der Schiffe das Deckshaus, das das Wetterdeck teilweise überbaut. Die maximale Besatzungsstärke der Schiffe wird mit 23 Personen angegeben. Für sie stehen 22 Kabinen zur Verfügung. Für Lkw-Fahrer stehen zwölf Einzelkabinen zur Verfügung. Weiterhin befinden sich im Deckshaus Messen und Aufenthaltsräume für Besatzung und Lkw-Fahrer, Küchenräume und Proviantlager sowie weitere Funktionsräume und die Brücke.

## Schiffe
| P-Klasse         | P-Klasse                  | P-Klasse   | P-Klasse                                            | P-Klasse                         |
| Bauname          | Bauwerft Baunummer        | IMO-Nummer | Kiellegung Stapellauf Fertigstellung                | Umbenennungen und Verbleib       |
| ---------------- | ------------------------- | ---------- | --------------------------------------------------- | -------------------------------- |
| Clipper Point    | Astilleros de Huelva 820  | 9350666    | 5. November 2005 9. September 2006 29. Februar 2008 | 2022: Seatruck Point             |
| Clipper Panorama | Astilleros de Sevilla 822 | 9372676    | 13. März 2007 22. Dezember 2007 13. November 2008   | 2011: Seatruck Panorama          |
| Clipper Pace     | Astilleros de Huelva 821  | 9350678    | 29. Juni 2006 22. Dezember 2007 19. Februar 2009    | 2012: Seatruck Pace              |
| Clipper Pennant  | Astilleros de Sevilla 823 | 9372688    | 15. Juni 2007 15. Oktober 2008 24. August 2009      | 2022: Seatruck Pennant, 2023: Ur |

Die Schiffe werden unter der Flagge Zyperns mit Heimathafen Limassol betrieben.